# Урд
Урд, или маи, в просторечии чёрный маш (лат. Vígna múngo) — вид растений из рода Вигна семейства Бобовые (Fabaceae). Используется человеком в пищу, подобно ряду других бобовых культур, например — бобам мунг (Vigna radiata).

## История
Впервые растение начало выращиваться человеком 3000—4000 лет назад на Индийском субконтиненте. В настоящее время это растение широко распространено на территории Южной и Юго-Восточной Азии. 

## Биологическое описание
Культивируемый урд является невысоким, прямым или висячим, однолетним растением, выведенным из дикой формы — выносливого травянистого растения с длиной стеблей от 2 до 4 метров. Обычно у культурного сорта урда длина стеблей составляет от 20 до 60 сантиметров, в исключительных случаях — до 90 сантиметров. Ворсистые листья трёхпалые, их черенки достигают 10 сантиметров. Каждая из 3 остро-овальных частей листа имеет ширину от 5 до 7 и длину от 5 до 10 сантиметров. На каждом, 2—3 раза разветвляющемся ростке расцветает от 5 до 6 цветков сияюще-жёлтого цвета. Цветение продолжается всего несколько часов. Как правило, имеет место самоопыление.
На каждой ветви прорастает обычно по 2—3 боба. Покрытые жёсткими ворсинками бобы имеют длину в 4—7 сантиметров и ширину в 0,6 сантиметра. В каждом бобе находится 4—10 семян. Семена эти блестящие, квадратной формы, размером в 4 миллиметра. Цвет их, как правило,— чёрный, однако встречаются и зелёные формы. Вес 1000 этих зёрен составляет от 15 до 40 граммов.

## Таксономия
Впервые растение было описано в 1767 году как Phaseolus mungo в работе Карла Линнея Mantissa Altera, 1, 101.
В настоящее время известно как Vigna mungo (L.) Hepper Kew Bulletin 11(1): 128. 1956.
Известны две разновидности урда: Vigna mungo var. mungo — являющийся культивируемым подвидом, и Vigna mungo var. silvestris — его дикая форма.

### Синонимы
- Azukia mungo (L.) Masam.
- Phaseolus hernandezii Savi
- Phaseolus mungo L.basionym
- Phaseolus roxburghii Wight & Arn.

## Применение

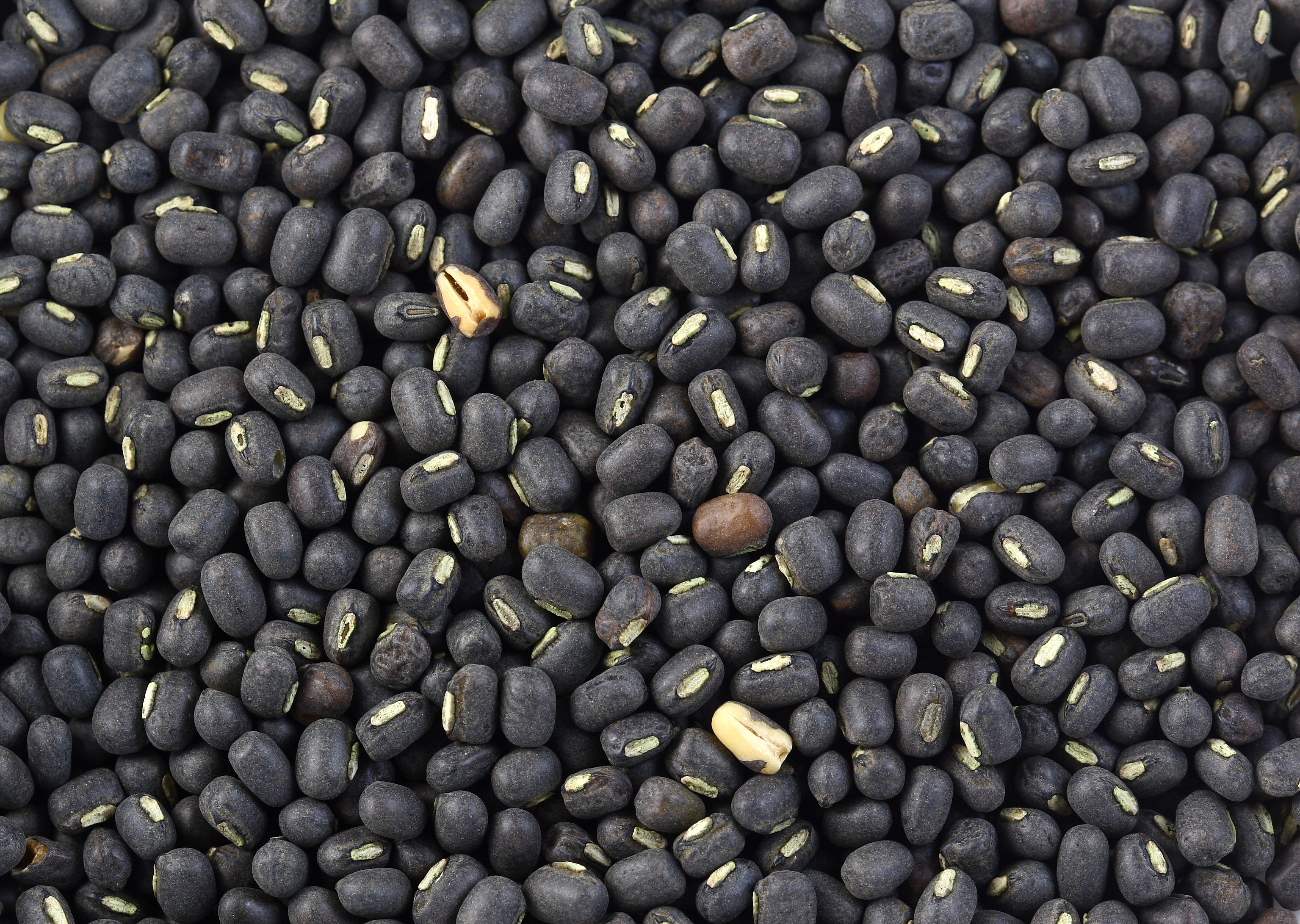
Семена урда

В пищу человеком употребляются как сырые бобы урда, так и проросшие и сушёные семена. В Индии и в Пакистане это один из самых популярных видов бобовых. Из цельных семян варят похлёбку, именуемую дал. В приготовлении различных блюд урд хорошо сочетается с рисом.
Урд даже в сушёном состоянии сохраняет довольно высокое содержание белка (20—24 %).